# Catocala hiseri
Catocala hiseri là một loài bướm đêm trong họ Erebidae.